# Angry Birds Stella (serial)
Angry Birds Stella este un serial de televiziune finlandez animat bazat pe jocul Angry Birds Stella care a fost produs de Rovio Entertainment. Premiera a avut loc pe Toons.TV pe 1 noiembrie 2014. Serialul arată povestea Stellei, împreună cu prietenii ei Luca, Willow, Poppy și Dahlia care încearcă să o învingă pe Gale, fosta prietenă a Stellei, care este regina porcilor din Insula de Aur.

## Personaje

### Protagoniști
- Stella, de culoare roz - Lidera acestui stol, Stella este descrisă ca fiind aventuroasă, feroce, prietenoasă, curajoasă și îndrăzneață. În ciuda faptului că este foarte supărată pe Gale pentru plecarea acesteia din stol, ea continuă să o considere pe Gale prietenă.

- Poppy, galben deschis la culoare și oarecum asemănător unui papagal - Tare și zgomotoasă, Poppy are o predilecție pentru muzică.

- Luca, albastrul cerului la culoare și similar la aspect ca Blues din jocul original - Singurul băiat din stol și, de asemena, cel mai tânăr. El este foarte jucăuș și imaginativ, și spre deosebire de ceilalți, nu are deloc gând rău față de Gale după ce ea a părăsit stolul.

- Willow, albastru închis la culoare - Foarte timidă, cu toate acestea, ea este o artistă foarte talentată și este specializată în portrete de pictură.

- Dahlia, maronie la culoare - Creierul stolului și o inventatoare inteligentă, dar unele dintre invențiile sale de multe ori au efecte inverse.

### Antagoniști
- Gale, pasărea violet închis - O pasăre egoistă, a fost cândva o prietenă apropiată a Stellei. În episodul 13, Gale este prinsă într-un vulcan activ, dând naștere multor conspirații că dacă ea este vie sau moartă. Cu toate acestea, în sezonul 2, se arată că ea este încă în viață.

- Porci minioni - Porci văzuți în fiecare medie Angry Birds. Cei din acest serial o urmează pe Gale deoarece ea poartă coroana.

- Porc frumos - Asistentul lui Gale care poartă o perucă galbenă în stil Mozart. El o iubește pe Gale și încearcă să o cucerească, dar de multe ori cu rezultate nefericite.

### Alte personaje
- Porc artist - Portreristul lui Gale. Spre deosebire de Willow, este absolut groaznic la artă.

## Episoade
| Sezon | Sezon | Episoade | Difuzat original (SUA) | Difuzat original (SUA) |
| Sezon | Sezon | Episoade | Premiera sezonului     | Sfârșitul sezonului    |
| ----- | ----- | -------- | ---------------------- | ---------------------- |
|       | 1     | 13       | 1 noiembrie 2014       | 24 ianuarie 2015       |
|       | 2     | 13       | 9 octombrie 2015       | 15 ianuarie 2016       |

## Home media
Sony Pictures Home Entertainment este distributorul de DVD pentru serial.
- Angry Birds Stella: The Complete 1st Season (1 decembrie 2015)[4]
- Angry Birds Stella: The Complete 2nd Season (1 martie 2016)[5]

## Distribuție internațională
| Țara                                                 | Rețea                               |
| ---------------------------------------------------- | ----------------------------------- |
| Finlanda                                             | Cartoon Network *                   |
| Australia                                            | MTV Australia                       |
| India                                                | SONIC                               |
| Germania                                             | RTL **, Kabel eins, Cartoon Network |
| Regatul Unit                                         | Disney XD *, Cartoon Network **     |
| Arabia Saudită                                       | Bassma                              |
| Indonezia                                            | Spacetoon Plus *                    |
| Chile                                                | Canal 13                            |
| Franța                                               | Cartoon Network                     |
| Siria Emiratele Arabe Unite                          | Spacetoon                           |
| Egipt                                                | Cartoon Network Arabia              |
| Coreea de Sud                                        | KBS ***                             |
| China Indonezia Hong Kong, China Singapore Thailanda | Disney Channel Asia                 |